# 1-ша піхотна дивізія (Третій Рейх)
1-ша піхотна дивізія (Третій Рейх) (нім. 1. Infanterie-Division) — піхотна дивізія Вермахту за часів Другої світової війни.

## Історія
1-ша піхотна дивізія сформована 1 жовтня 1934 року в ході 1-ї хвилі мобілізації в 1-му військовому окрузі (нім. Wehrkreis I) у Кенігсберзі.

## Райони бойових дій
- Польща (вересень — грудень 1939);
- Німеччина (Нижній Рейн) (грудень 1939 — травень 1940);
- Франція (травень 1940 — червень 1941);
- СРСР (північний напрямок) (червень 1941 — жовтень 1943);
- СРСР (південний напрямок) (жовтень 1943 — квітень 1944);
- СРСР (центральний напрямок) (травень 1944 — січень 1945);
- Німеччина (Східна Пруссія) (лютий — квітень 1945).

## Командування

### Командири
- генерал-майор Георг фон Кюхлер (нім. Georg von Küchler) (1 жовтня 1934 — 1 квітня 1935);
- генерал-лейтенант Вальтер Шрот (нім. Walther Schroth) (1 квітня 1935 — 1 січня 1938);
- генерал-лейтенант Йоахім фон Корцфляйш (нім. Joachim von Kortzfleisch) (1 січня 1938 — 14 квітня 1940);
- генерал-лейтенант Філіпп Клеффель (нім. Philipp Kleffel) (15 квітня 1940 — 12 липня 1941);
- оберст, доктор наук Фрідріх Альтріхтер (нім. Friedrich Altrichter) (12 липня — 4 вересня 1941), ТВО;
- генерал-лейтенант Філіпп Клеффель (4 вересня 1941 — 16 січня 1942);
- генерал-лейтенант Мартін Гразе (нім. Martin Grase) (16 січня 1942 — 30 червня 1943);
- генерал-лейтенант Ернст-Антон фон Крозіг (нім. Ernst-Anton von Krosigk) (1 липня 1943 — 10 травня 1944);
- оберст Ганс-Йоахім Баурмайстер (нім. Hans-Joachim Baurmeister) (10 травня — 8 червня 1944), ТВО;
- генерал-лейтенант Ернст-Антон фон Крозіг (8 червня — 30 вересня 1944);
- генерал-лейтенант Ганс Шіттніг (нім. Hans Schittnig) (1 жовтня 1944 — 28 лютого 1945);
- генерал-лейтенант Геннінг фон Тадден (нім. Henning von Thadden) (28 лютого — 26 квітня 1945).

## Нагороджені дивізії
Нагороджені Сертифікатом Пошани Головнокомандувача Сухопутних військ для військових формувань Вермахту за збитий літак противника
- 16 серпня 1943 — штаб 1-го винищувально-протитанкового дивізіону за дії 14 січня 1943 (341);

Нагороджені дивізії
|  | Кавалери Нагрудного знаку ближнього бою в золоті                                                           | 9 |
|  | Кавалери Золотого Німецького Хреста                                                                        | 150 |
|  | Кавалери Срібного Німецького Хреста                                                                        | 1 |
|  | Кавалери Лицарського хреста Залізного хреста з Дубовим листям                                              | 5 (№ 43 оберст Франц Шайдіс — 31.12.1941 № 248 генерал-лейтенант Мартін Гразе — 23.05.1943 № 300 оберст Вальтер Ланге — 13.09.1943 № 302 майор Теодор Тольсдорф — 15.09.1943 № 784 оберфельдфебель Альфред Матерн — 16.03.1945) |
|  | Кавалери Лицарського хреста Залізного хреста                                                               | 46 |
|  | Кавалери Почесної застібки Сухопутних військ «Почесна застібка на орденську стрічку для Сухопутних військ» | 60 |

- Нагороджені Сертифікатом Пошани Головнокомандувача Сухопутних військ (15)
- Нагороджені Сертифікатом Пошани Головнокомандувача Сухопутних військ за збитий літак противника (3)